# Kerstin Naumann
Kerstin Naumann (* 17. September 1981 in Dresden) ist eine ehemalige deutsche Riemenruderin.
Naumann begann im Rahmen der Aktion Jugend trainiert für Olympia beim Dresdner Ruder-Club 1902 mit dem Rudersport. Sie wechselte dann später zur RG Wiking Leipzig im SC DHfK. Nachdem sie bereits im Juniorenbereich und bei den unter 23-Jährigen Titel und Medaillen gewonnen hatte, erreichte sie 2005 mit Wilma Dressel, Mandy Emmrich und Christiane Hölzel im Vierer ohne Steuermann den zweiten Platz bei den Weltmeisterschaften in der Erwachsenenklasse. 2006 wurde sie mit dem Vierer in veränderter Aufstellung Sechste bei den Weltmeisterschaften, 2007 belegte sie zusammen mit Nina Wengert, Nadine Schmutzler und Silke Günther wieder den zweiten Platz bei den Weltmeisterschaften in München. In der Olympiasaison 2008 stieg Naumann, zusammen mit Wengert und Schmutzler, in den Frauenachter um.
Kerstin Naumann ist Polizeimeisterin bei der Bundespolizei.

## Internationale Erfolge
- 1998: 2. Platz im Vierer ohne (Junioren-Weltmeisterschaften)
- 1999: 1. Platz im Vierer ohne (Junioren-Weltmeisterschaften)
- 2001: 3. Platz im Vierer ohne (U23-Weltmeisterschaften)
- 2003: 1. Platz im Vierer ohne (U23-Weltmeisterschaften)
- 2005: 2. Platz im Vierer ohne (Weltmeisterschaften)
- 2006: 6. Platz im Vierer ohne (Weltmeisterschaften)
- 2007: 2. Platz im Vierer ohne (Weltmeisterschaften)